# Charles O'Rear

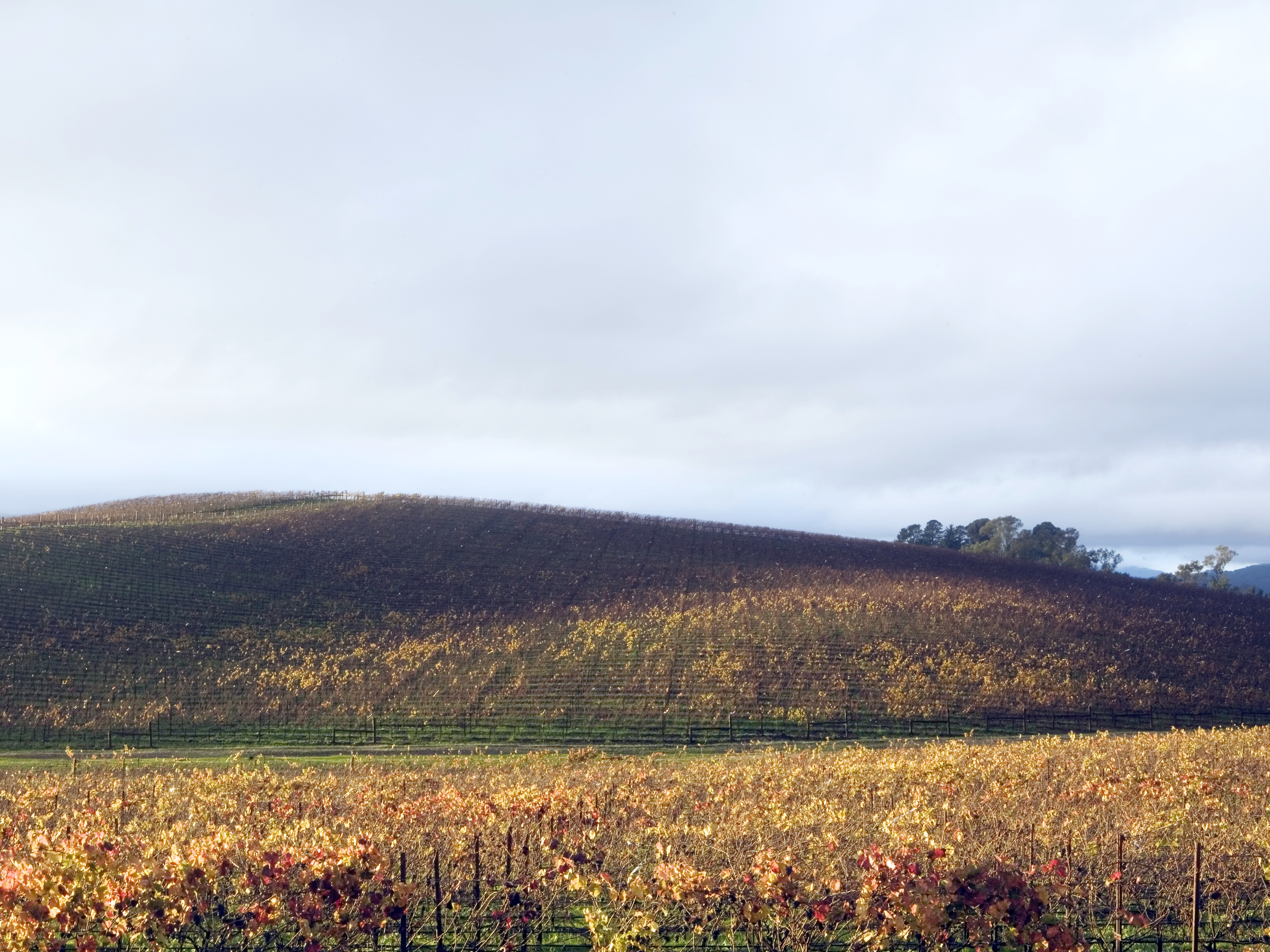
Legendární místo, kde autor pořídil v jiném čase známý snímek Idyla pro tapetu Windows XP.

Projekt Documerica, archiv NARA.

Charles O'Rear (* 1941) je americký fotograf známý svou fotografií země vína s názvem Idyla (anglicky Bliss), který byl použit jako standardní tapeta na ploše Windows XP.

## Život a dílo
Během 70. let se podílel na projektu DOCUMERICA americké agentury pro ochranu životního prostředí. Fotografoval pro National Geographic Magazine více než 25 let. Díky svému zájmu o vinařství začal v roce 1978 fotografovat Napa Valley. Poté se do Napa Valley přestěhoval a začal fotografovat výrobu vína po celém světě. Poskytl již fotografie do sedmi knih o víně.
Jeho snímek kopců krajiny Sonoma s názvem Idyla (Bliss) byl použit jako standardní tapeta (wallpaper) na ploše Windows XP a také jako součást reklamní kampaně firmy Microsoft Corporation Yes you can. Fotografie je k dispozici také jako jedna z mnoha tapet na kreditních kartách Capital One a stala se předmětem mnoha parodií.

### Projekt Documerica
Byl součástí projektu DOCUMERICA americké agentury pro ochranu životního prostředí. V období 1971-77 vznikl program sponzorovaný americkou Agenturou pro ochranu životního prostředí (EPA), jehož úkolem bylo pořídit „fotografický dokument subjektů z hlediska životního prostředí“ na území Spojených států. EPA najala externí fotografy k fotografování objektů jako například zeměpisné oblasti s environmentálními problémy, EPA aktivity a každodenní život. Správa národních archivů a záznamů část tohoto katalogu zdigitalizovala a lze v něm najít odkaz na řadu fotografií autora.
Stovky jeho snímků spadají do kategorie public domain a jsou k dispozici na úložišti obrázků Wikimedia Commons.

## Fotografické knihy
- Chardonnay: Photographs from Around the World by Charles O'Rear and Michael Creedman (1999)
- Napa Valley: The Land, The Wine, The People (2001)
- Wine Country by John Doerper, Charles O'Rear (Compass American Guides)
- Cabernet: A Photographic Journey from Vine to Wine by Michael Creedman and Charles O'Rear, Foreword by Robert Mondavi
- Wine Places: The Land, the Wine, the People by David Furer and Charles O'Rear (2005)
- Beautiful Wineries by Charles O'Rear and Thom Elkjer (2005)
- Wine Aross America: A Photographic Road Trip by Charles O'Rear and Daphne Larkin (2007)

## Galerie

Projekt Documerica, archiv NARA
Projekt Documerica, archiv NARA
Projekt Documerica, archiv NARA
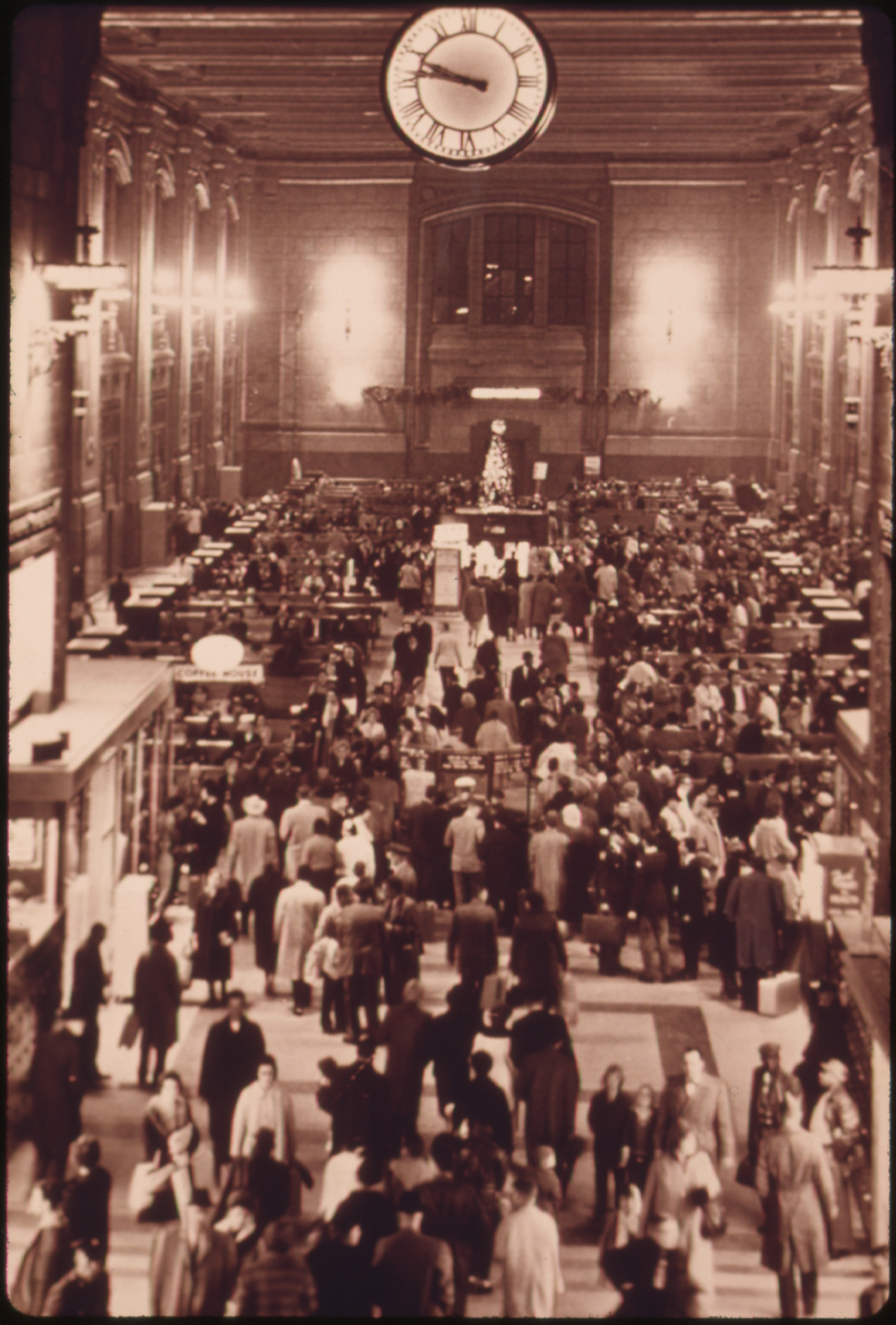
archiv NARA